# Das Geheimnis von Brinkenhof
Das Geheimnis von Brinkenhof er en tysk stumfilm fra 1923 af Svend Gade.

## Medvirkende
- Henny Porten som Maria Brinkenhof
- Paul Henckels som Jasper Brinkenhof
- Paul Manning som Anton Brinkenhof
- Alexander Wiruboff som Kardel-Fin
- Rudolf Biebrach som Jans Stedink